# Inge von Weidenbaum
Inge von Weidenbaum (* 5. März 1934 in Košice (Tschechoslowakei)) ist eine deutsche Lektorin, Germanistin und Übersetzerin.

## Leben
Inge von Weidenbaum, deren Familie 1945 aus der Tschechoslowakei vertrieben wurde, wuchs in München auf, wo sie auch ein Studium der Volkswirtschaftslehre und Germanistik absolvierte. Ab 1963 war sie für diverse deutsche Verlage als Lektorin und Herausgeberin tätig.
Seit 1965 lebt sie in Rom, wo sie zum Bekanntenkreis von Ingeborg Bachmann gehörte. Von 1969 bis 1981 arbeitete sie als Übersetzerin und Sprecherin für den deutschsprachigen Dienst von Radio Vatikan. Da sie nie einen festen Arbeitsvertrag erhalten hatte, führte sie  gemeinsam mit Ingrid Elisabeth Bennig und Christine Koschel den ersten Arbeitsgerichtsprozess in der Geschichte des Vatikans. Von 1983 bis 1989 lehrte sie deutsche Literatur an der Università degli Studi „Gabriele d’Annunzio“ in Chieti und von 1997 bis 2000 an der Università degli Studi di Cassino.
Inge von Weidenbaum gehörte 1978 zu den Herausgebern der Werkausgabe von Ingeborg Bachmann; gemeinsam mit Christine Koschel ordnete Weidenbaum von 1979 bis 1981 den Nachlass Bachmanns in der Österreichischen Nationalbibliothek in Wien. Weidenbaum übersetzt auch literarische Texte aus dem Englischen und Italienischen.
Inge von Weidenbaum ist Mitglied des PEN-Zentrums Deutschsprachiger Autoren im Ausland. 1983 bis 1987 erhielt sie gemeinsam mit Christine Koschel den vom Verband deutschsprachiger Übersetzer literarischer und wissenschaftlicher Werke, VdÜ, gestifteten Hieronymusring. Sie gaben diesen Wanderpreis weiter an Ilma Rakusa.

## Herausgeberschaft
- mit Clemens Münster und Christine Koschel: Ingeborg Bachmann: Werke. Piper, München 1978 ISBN 3-492-02286-3

1. Gedichte, Hörspiele, Libretti, Übersetzungen
2. Erzählungen
3. Todesarten
4. Essays, Reden, vermischte Schriften, Anhang

- mit Christine Koschel: Ingeborg Bachmann: Wir müssen wahre Sätze finden.  Gespräche und Interviews. Piper, München 1983 ISBN 3-492-02724-5 / ISBN 3-492-11105-X
- mit Christine Koschel: Ingeborg Bachmann: Daß noch tausend und ein Morgen wird. Piper, München 1986 ISBN 3-492-03072-6
- mit Christine Koschel: Kein objektives Urteil – nur ein lebendiges. Texte zum Werk von Ingeborg Bachmann. Piper, München 1989 ISBN 3-492-10792-3

## Übersetzungen
- Djuna Barnes: Alles Theater!, Berlin 1998
- Djuna Barnes: Antiphon, Frankfurt am Main 1972 (übersetzt zusammen mit Christine Koschel)
- Djuna Barnes: Die Frau, die auf Reisen geht, um zu vergessen, Berlin 1992
- Djuna Barnes: Der perfekte Mord, Bremen 1993
- Djuna Barnes: Verführer an allen Ecken und Enden, Berlin 1994
- Djuna Barnes: Vor die Hunde gehn. Die Taube. Ein irisches Dreieck, Bremen 1991 (übersetzt zusammen mit Christine Koschel)